# 千葉県道8号船橋我孫子線
千葉県道8号船橋我孫子線（ちばけんどう8ごう ふなばしあびこせん）は、千葉県船橋市から同県我孫子市に至る県道（主要地方道）である。

## 概要
船橋市から我孫子市へ、千葉県北西部を南北に縦断する。ほぼ全線が東経140度線上にある。

### 路線データ
千葉県法規集に基づく起終点および経過地は次のとおり。
- 起点：船橋市（若松交差点＝国道357号交点、千葉県道15号千葉船橋海浜線終点）
- 終点：我孫子市（我孫子インター交差点＝国道6号交点）
- 総延長：*.* km（柏土木事務所管内：9.831 km、東葛飾土木事務所管内：*.* km、葛南土木事務所管内：*.* km）
- 重用延長：*.* km（柏土木事務所管内：0.463 km[3]、東葛飾土木事務所管内：*.* km、葛南土木事務所管内：*.* km）
- 未供用延長：なし（柏土木事務所管内：*.* km、東葛飾土木事務所管内：*.* km、葛南土木事務所管内：*.* km）
- 実延長：20.695 km（柏土木事務所管内：9.368 km[3]、東葛飾土木事務所管内：5.088 km[4]、葛南土木事務所管内：6.239 km[5]）
- 重要な経過地：鎌ケ谷市
- Googleマップ

## 路線状況

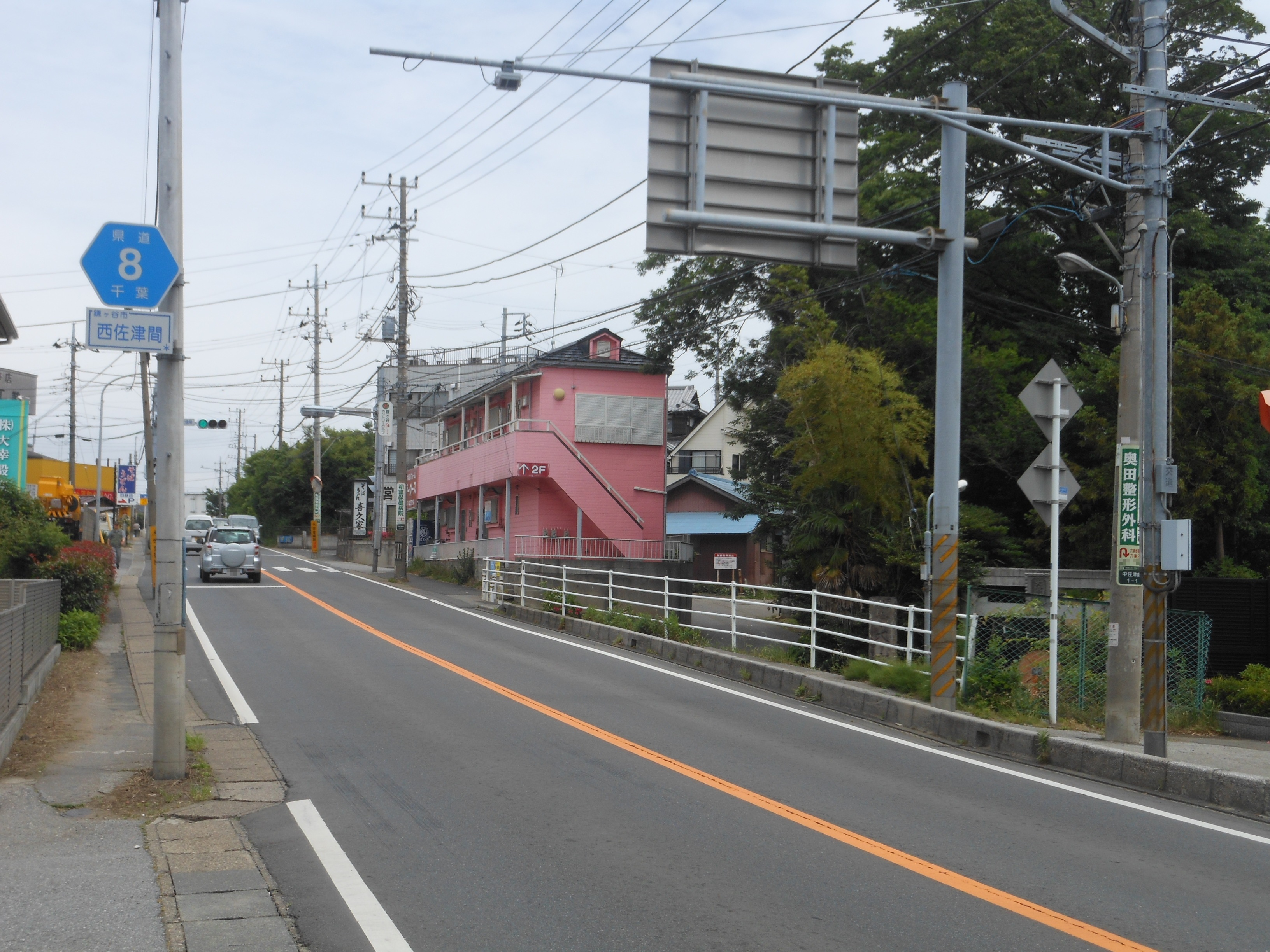
沿線風景（鎌ケ谷市西佐津間）

道路北端部の我孫子市（国道6号交差部）から柏市の道の駅しょうなん付近までは、片側2車線。道の駅しょうなんから柏市大島田の国道16号交差部までは一部拡幅用地が確保済み。鎌ケ谷市内ではバイパス整備が行われており、新鎌ヶ谷駅北入口交差点から馬込交差点までは市道として供用済み。残る粟野十字路交差点から国道464号交差部は事業中である（バイパスは完成後、船橋我孫子線に組み込まれる見込み）。馬込交差点から駿河台交差点までは芝山団地入口交差点以東の渋滞が常に特に激しく拡幅が計画されており、都市計画決定済みの市営霊園入口交差点以南の拡幅が検討されている。なお、駿河台交差点以南は2011年（平成23年）までに全区間の拡幅が完了し片側2車線である。
また、鎌ケ谷市内では西側を東武野田線（東武アーバンパークライン）が並走、新鎌ヶ谷駅東側で新京成線と平面交差するためこれら鉄道の踏切遮断による渋滞が深刻となっていたが、立体交差化工事（令和元年度終了）により緩和される見込みである。
柏市大島田の区間は、国道6号と国道16号を結ぶ路線であり、交通緩和を目的とする柏都市計画道路3・4・51号のルートによるバイパス化での道路改良事業が進められている。

### 通称
千葉県道8号船橋我孫子線を地元では一般的に船取県道・船取線と呼ぶ。本道は1920年（大正9年）4月1日の県告示で千葉縣道船橋取手線として指定され、1972年（昭和47年）10月11日の県告示で県道21号船橋取手線が千葉県道8号船橋我孫子線と変更され、終点も茨城県取手市から我孫子市に変更された経緯を持つ。そのため、現在も船取線と呼ばれるのは変更前の名残といえる。

### 重複区間
- 国道296号：京葉道路花輪IC - 中野木交差点
- 国道464号：初富交差点 - 鎌ケ谷消防署前交差点

### 道路施設

#### 道の駅
- しょうなん

#### 橋梁
- 手賀大橋（手賀沼、柏市 - 我孫子市）

## 地理

### 通過する自治体
- 千葉県
  - 船橋市 - 習志野市 - 鎌ケ谷市 - 松戸市 - 柏市 - 我孫子市
  - ほんの僅かの区間ではあるが、習志野市と松戸市を通過している。

### 交差する道路
- 国道357号・千葉県道15号千葉船橋海浜線（船橋市若松、若松交差点）
- 京葉道路花輪IC
- 国道296号（船橋方面）（習志野市谷津）
- 国道14号（船橋市宮本）※立体交差（オーバーパス）
- 国道296号（成田方面）（船橋市前原西、中野木交差点）
- 千葉県道288号夏見小室線（船橋市金杉、金杉十字路交差点）
- 千葉県道59号市川印西線（船橋市馬込町、馬込十字路交差点）
- 国道464号・千葉県道57号千葉鎌ケ谷松戸線 （鎌ケ谷市中央、初富交差点）
- 国道464号・千葉県道12号鎌ケ谷本埜線（鎌ケ谷市新鎌ケ谷、鎌ケ谷消防署前交差点）
- 千葉県道281号松戸鎌ケ谷線（鎌ケ谷市南佐津間、佐津間交差点）
- 千葉県道280号白井流山線（流山方面） （柏市高柳、高柳小山交差点）
- 千葉県道280号白井流山線（白井方面） （柏市高柳、高柳大久保台交差点）
- 国道16号（柏市大島田、大島田交差点）
- 千葉県道282号柏印西線 （柏市大島田、大島田柏戸交差点）
- 千葉県道407号我孫子流山自転車道線 （柏市箕輪新田、手賀大橋南詰）
- 国道356号（我孫子市寿、消防本部前交差点）
- 国道6号（＝国道294号重用）